# Godastenssjö
Godastenssjö är en sjö i Marks kommun i Västergötland och ingår i Ätrans huvudavrinningsområde. Sjön har en area på 0,0712 kvadratkilometer och ligger 148 meter över havet.

## Delavrinningsområde
Godastenssjö ingår i det delavrinningsområde (635195-131849) som SMHI kallar för Mynnar i Högvadsån. Medelhöjden är 147 meter över havet och ytan är 44,76 kvadratkilometer. Det finns ett avrinningsområde uppströms, och räknas det in blir den ackumulerade arean 50,67 kvadratkilometer. Fageredsån som avvattnar avrinningsområdet har biflödesordning 3, vilket innebär att vattnet flödar genom totalt 3 vattendrag innan det når havet efter 47 kilometer. Avrinningsområdet består mestadels av skog (74 procent) och sankmarker (11 procent). Avrinningsområdet har 0,53 kvadratkilometer vattenytor vilket ger det en sjöprocent på 1,2 procent.